# Escandolières
Escandolières – miejscowość i gmina we Francji, w regionie Oksytania, w departamencie Aveyron. W 2013 roku jej populacja wynosiła 227 mieszkańców. Na terenie w gminy, w pobliżu osady Fabrègues, swoje źródła ma rzeka Riou Mort. 